# Piotr Wadecki
Piotr Michał Wadecki (ur. 11 lutego 1973 w Elblągu) – polski kolarz szosowy. Czterokrotny mistrz Polski, olimpijczyk z Sydney (2000). Brat Adama Wadeckiego.

## Życiorys

### Zespoły
Karierę rozpoczął w klubie Mlexer Elbląg w 1986, następnie był zawodnikiem Floty Gdynia (1991-1992) oraz zespołów Warta Damis Szurkowski (1993), Petrochemia Płock (1994), Joko Szurkowski (1995-1996) i francuskiego Vendee (1996). W 1997 został kolarzem zawodowej grupy Mróz (1997-2000), następnie jeździł w barwach Domo-Farm Frites (2001-2002), QuickStep-Davitamon (2003), Lotto-Domo (2004) i Intel-Action (2005). Kończył karierę w CCC Polsat Polkowice w 2006, w tej grupie został następnie dyrektorem sportowym.

### Mistrzostwa świata i Igrzyska Olimpijskie
Ośmiokrotnie reprezentował Polskę na mistrzostwach świata. Wśród amatorów wystąpił w 1993, zajmując 91 m. w wyścigu szosowym ze startu wspólnego i 9 m. w wyścigu drużynowym na 100 km, oraz w 1994, zajmując 20 m. w wyścigu szosowym ze startu wspólnego. W peletonie zawodowym startował sześciokrotnie w wyścigu szosowym ze startu wspólnego, zajmując kolejno miejsca 86 (1997), 17 (1999), 34 (2000), 6 (2001), 129 (2002), 44 (2005). Na igrzyskach olimpijskich w Sydney (2000) zajął 7. miejsce w wyścigu ze startu wspólnego.

### Mistrzostwa Polski
Czterokrotnie zdobył mistrzostwo Polski (1997 i 2000 w indywidualnym wyścigu szosowym ze startu wspólnego, 2000 w jeździe indywidualnej na czas i 1993 w wyścigu drużynowym na 100 km).

### Pozostałe wyścigi
Pierwszym sukcesem juniorskim było zwycięstwo w Wyścigu o Puchar Prezydenta Grudziądza (1991). W swojej karierze seniorskiej wygrał Wyścig Solidarności i Olimpijczyków (1997 i 2005), Wyścig Szlakiem Grodów Piastowskich (1999 i 2000), Wyścig Pokoju (2000).
W tym ostatnim wyścigu startował siedem razy (1992 – 26. miejsce,  1993 – 11., 1994 – nie ukończył, 1998 – 3., 1999 – 34.).
W Tour de Pologne startował dziewięciokrotnie, wygrywając etapy w 1999 i 2000, a także klasyfikację punktową w 1999, a najwyższe pozycje jakie uzyskał w klasyfikacji końcowej to 2. w 2000 i 5. w 1999.
Startował także m.in. w Tour de France (2001 – 68., 2002 – 43.), Giro d’Italia (2004 – nie ukończył), Paryż-Nicea (2001 – wygrany etap i klasyfikacja górska), Tour de Suisse (2002 – 2.), Tour de Luxembourg (2003 – 2.).

## Po zakończeniu kariery sportowej
Jest absolwentem technikum samochodowego w Elblągu. 22 maja 2007 został trenerem selekcjonerem polskiej kadry kolarzy szosowych. Największymi sukcesami jego zawodników było mistrzostwo świata Michała Kwiatkowskiego w 2014 i brązowy medal Rafała Majki podczas igrzysk olimpijskich w Rio de Janeiro w 2016. Zrezygnował ze swojej funkcji z dniem 1 sierpnia 2021. Od 2009 był również dyrektorem sportowym ekipy CCC Polsat Polkowice, a w latach 2019–2020 należącej do UCI WorldTeams CCC Team. Od 2023 jest dyrektorem sportowym zespołu Q36.5 Pro Cycling Team.

## Odznaczenia
- Złoty Krzyż Zasługi – dwukrotnie (16 października 2014, za zasługi dla polskiego kolarstwa, za znaczące osiągnięcia sportowe[3][4]; ponownie 3 października 2016, za osiągnięcia w pracy szkoleniowej i trenerskiej, za zasługi dla rozwoju i upowszechniania sportu[5][6])